# Careless
Pour plus de détails, voir Fiche technique et Distribution.
Careless est une comédie américaine réalisée par Peter Spears et sortie en 2007.

## Synopsis
Wiley Rothd (Colin Hanks) découvre un jour un mystérieux doigt sectionné dans sa cuisine. Il décide de se mettre à la recherche de son propriétaire avec l'aide de son meilleur ami Mitch (Fran Kranz) et de son père excentrique (Tony Shalhoub). Après une journée passée à rencontrer la police, des voisins, des taxidermistes et même des voyants, Wiley rencontre une jeune femme nommée Cheryl (Rachel Blanchard) qui semblerait pouvoir répondre à ses interrogations.

## Fiche technique
- Titre original : Careless
- Réalisation : Peter Spears
- Scénario : Eric Laster
- Musique : John Frizzell
- Photographie : Byron Shah
- Montage : Robert Brakey
- Société de production : Friday Night Entertainment
- Pays de production :  États-Unis
- Langue originale : anglais
- Genre : comédie
- Durée : 90 minutes
- Date de sortie : 2007

## Distribution
- Colin Hanks : Wiley Roth
- Rachel Blanchard : Cheryl
- Fran Kranz : Mitch
- Tony Shalhoub : M. Roth
- Simon Helberg : Stewart
- David Koechner : Lizard
- Godfrey : Sabio
- Jon Prescott (en) : Jimmy
- Grace Zabriskie : Adrienne
- Irwin Keyes : Bob le bûcheron
- Craig Anton : L'officier Bill
- Brian Posehn : L'officier Fred
- Michael Patrick McGill (en) : Le premier voisin
- Michael Bailey Smith : Le deuxième voisin
- John Boyd : Un homme ivre
- Giuseppe Andrews : Un jeune homme toxicomane
- Michael McShane : Un homme nu